# Distretto del Toggenburgo
Il distretto del Toggenburgo è un distretto del Canton San Gallo, in Svizzera. Confina con i distretti di Wil a nord-est, di Werdenberg a sud-est, di Sarganserland a sud e di See-Gaster a sud-ovest, con il Canton Appenzello Esterno e il Canton Appenzello Interno a est, con il Canton Zurigo (distretti di Hinwil e di Pfäffikon) a ovest e con il Canton Turgovia (distretto di Münchwilen) a nord-ovest. Il capoluogo è Wattwil.

## Storia
Questo territorio fu la sede della contea del Toggenburgo (preceduta dal X secolo dalla signoria omonima ed esistita dal 1209 al 1436), un antico stato feudale facente parte del Sacro Romano Impero. Quando l'ultimo conte del Toggenburgo, Federico VII, morì senza eredi nel 1436, le sue terre, dopo una guerra (vecchia guerra di Zurigo), furono spartite tra i cantoni svizzeri confinanti.

## Comuni
Amministrativamente è diviso in 10 comuni:
- Bütschwil-Ganterschwil
- Ebnat-Kappel
- Kirchberg
- Lichtensteig
- Lütisburg
- Mosnang
- Neckertal
- Nesslau
- Wattwil
- Wildhaus-Alt Sankt Johann

### Divisioni
- 1833: Alt Sankt Johann → Alt Sankt Johann, Stein

### Fusioni
- 1965: Ebnat, Kappel → Ebnat-Kappel
- 2005: Krummenau, Nesslau → Nesslau-Krummenau
- 2009: Brunnadern, Mogelsberg, Sankt Peterzell → Neckertal
- 2010: Alt Sankt Johann, Wildhaus → Wildhaus-Alt Sankt Johann
- 2013: Bütschwil, Ganterschwil → Bütschwil-Ganterschwil
- 2013: Krinau, Wattwil → Wattwil
- 2013: Nesslau-Krummenau, Stein → Nesslau
- 2023: Hemberg, Neckertal, Oberhelfenschwil → Neckertal